# Lista de monarcas de Hauhine
Esta é a lista de monarcas de Huahine, onde os monarcas ou "ari'i'rahi", que foi considerado pelos ocidentais como "Rei". 

## Monarcas de Huahine (1760-1895)
| Nome            | Reinado   | Vida      | Notas                                                                                        |
| --------------- | --------- | --------- | -------------------------------------------------------------------------------------------- |
| Tehaapapa I     | 1760-1790 | 1735-1790 | Primeira governante e unificadora da ilha.                                                   |
| Teriitaria I    | 1790-1793 | 1769-1793 | Sucedeu sua mãe Tehaapapa I. Foi deposto por seu meio-irmão.                                 |
| Tenania         | 1793-1810 | 1770-1814 | Sucedeu seu meio-irmão.                                                                      |
| Mahine Teheiura | 1810-1815 | 1761-1838 | Abdicou em favor de sua sobrinha de Raiatea.                                                 |
| Teriitaria II   | 1815-1852 | 1790-1858 | Deposto durante uma guerra civil.                                                            |
| Arimate         | 1852-1868 | 1824-1874 | Deposto durante uma guerra civil. Sucedido por sua esposa.                                   |
| Tehaapapa II    | 1868-1893 | 1824-1893 | Herdeira presuntiva de Raiatea. Em seu reinado o país virou um protetorado francês, em 1885. |
| Marama          | 1884-1895 | 1851-1909 | Regente.                                                                                     |
| Teuhe           | 1888-1890 | 1848-1891 | Regente.                                                                                     |
| Tehaapapa III   | 1893-1895 | 1879-1917 | Última rainha de Huahine. Foi deposta após o país ser anexado á Polinésia Francesa em 1895.  |